# Península del Cap

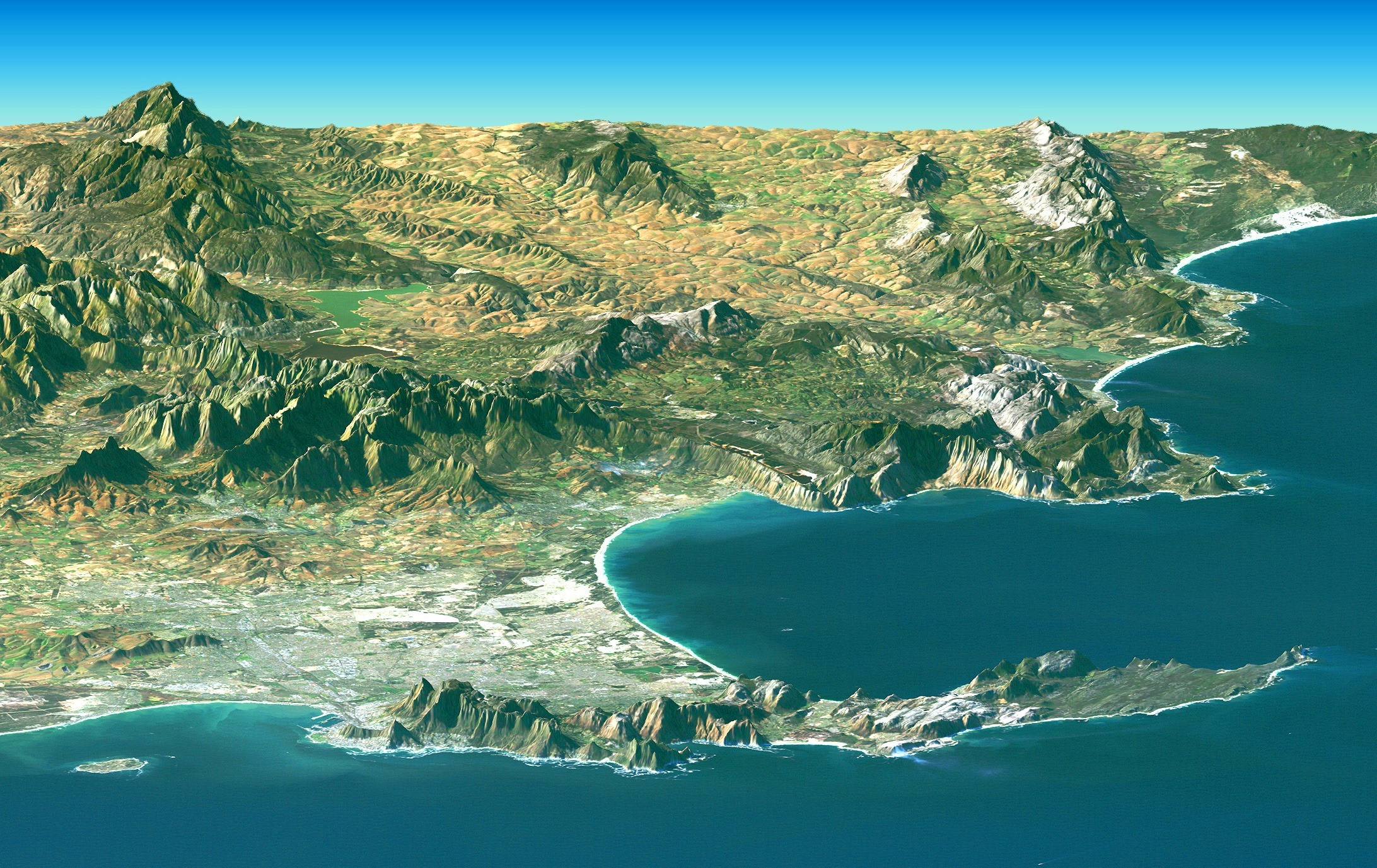
Imatge Landsat de la Península del Cap i Cap de Bona Esperança

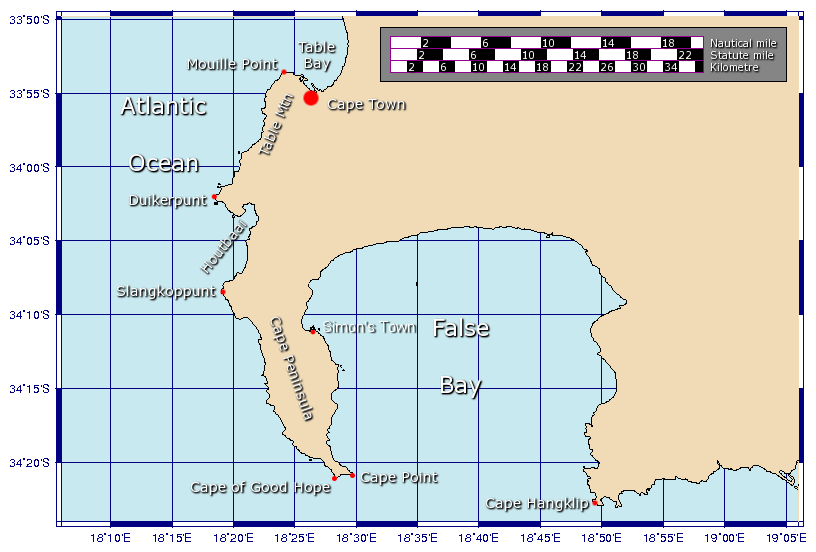
Mapa de la Península del Cap, Cap de Bona Esperança, Cape Point i Cape Town.

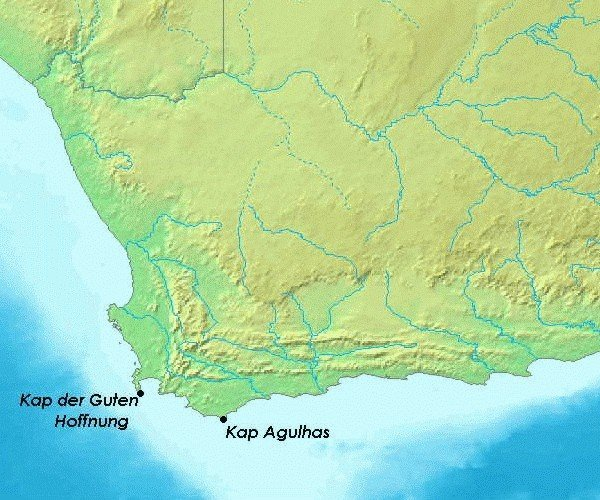
Mapa de Cap de Bona Esperança i Cap Agulhas.

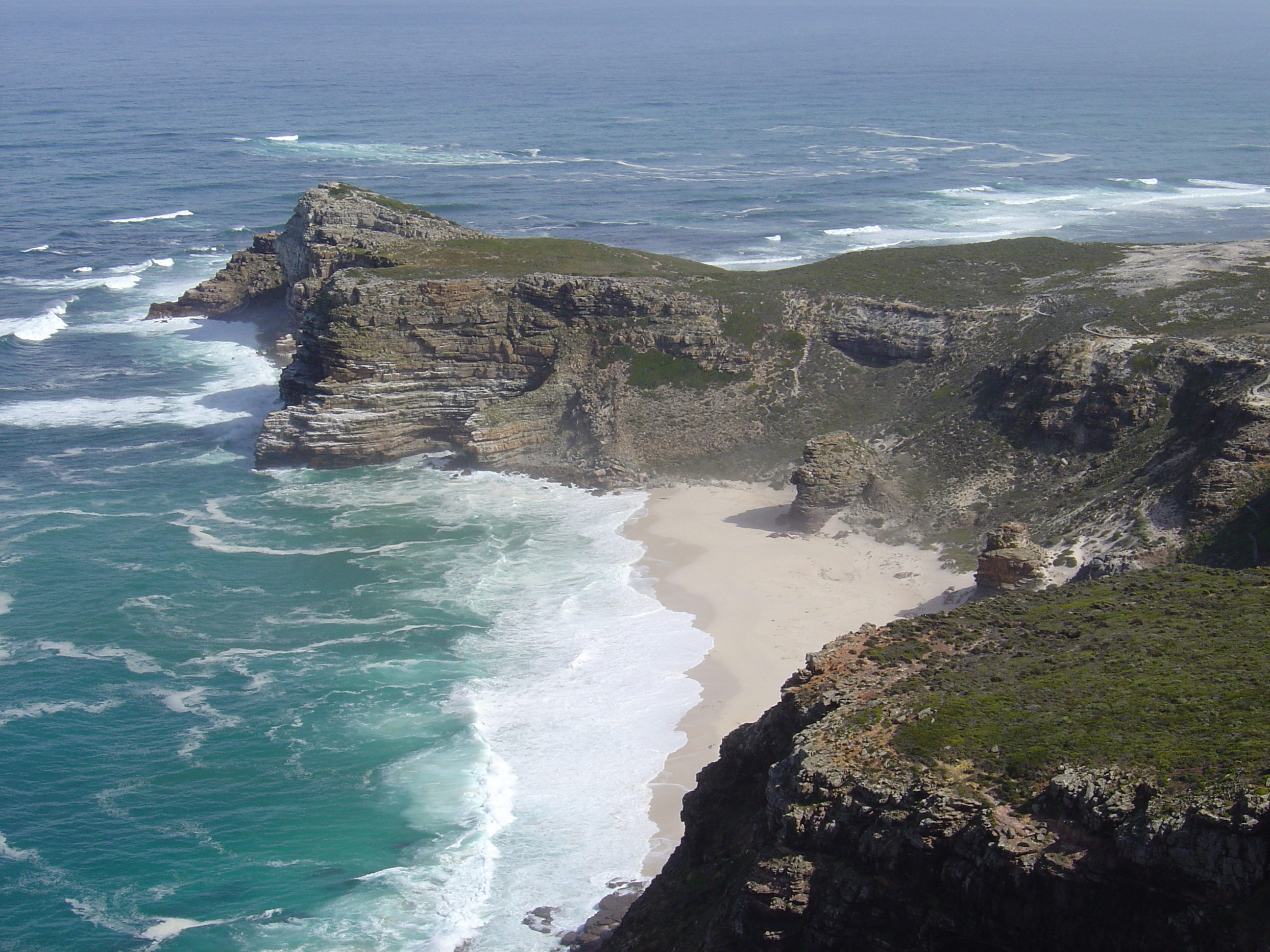
El Cap de Bona Esperança mirant a l'oest sobre Cape Point.

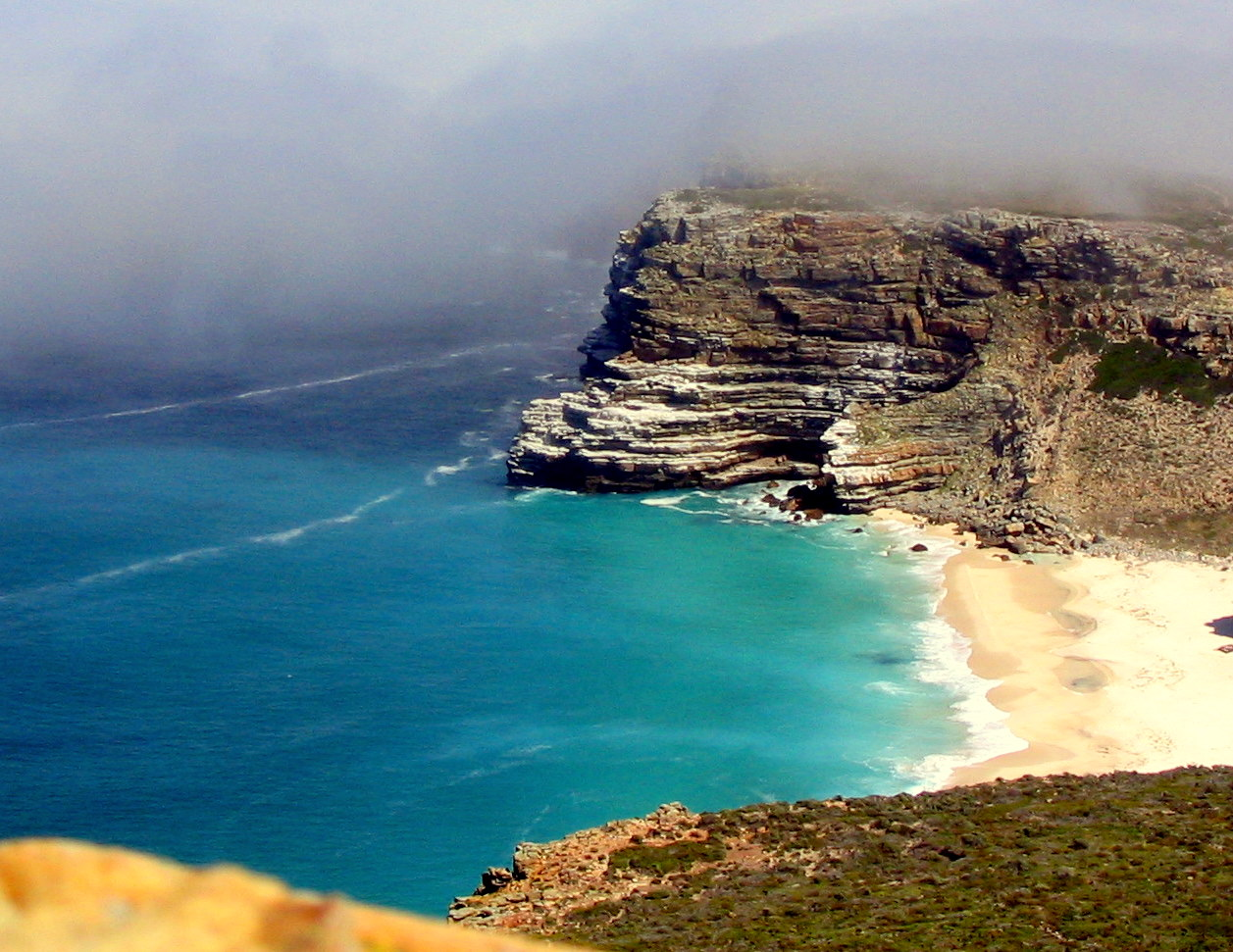
Platja a la Península del Cap.

La Península del Cap(en anglès: Cape Peninsula, en afrikaans:Kaapse Skiereiland) és una península predominantment rocosa que sobresurt 75 km dins l'oceà Atlàntic a l'extrem sud d'Àfrica. A l'extrem sud-oest es troba el Cap Point (Cape Point) i el Cap de Bona Esperança (Cape of Good Hope). Al nord es troba Table Mountain, amb vista a Cape Town, Sud-àfrica.
Aquesta península havia estat una illa, però fa uns 60 milions d'anys es va unir al continent per l'emergència des del fons del mar d'una zona sorrenca (Cap Flats). Les poblacions de la Península del Cap formen part del gran Cape Town.
De vegades es considera que a la Península del Cap es troben l'Atlàntic i l'oceà Índic. Però d'acord amb l'Organització Hidrogràfica Internacional (International Hydrographic Organization) el punt de trobada és al Cap Agulhas, a uns 200 km al sud-est.